# Chačin
Chačin (in russo Хачин?) è un'isola lacustre della Russia situata nel lago Seliger (oblast' di Tver'). Amministrativamente fa parte dell'Ostaškovskij rajon.

## Descrizione
L'isola ha una superficie superiore a 30 km². Da nord a sud la sua lunghezza è di circa 9 km, da ovest a est 6 km. È la più grande fra le circa 160 isole del lago Saliger e conta quattro villaggi. L'isola è divisa in due parti da un canale artificiale e conta diversi piccoli laghi interni, il più grande dei quali è il lago Beloe-južnoe (0,03 km²).

## Fauna
L'isola ospita orsi, alci, cinghiali, tassi, volpi, procioni, lepri, topi muschiati e castori. Tra gli uccelli acquatici degno di nota è il tarabuso, uccello piuttosto raro che ha scelto le coste dell'isola per nidificare.